# Quasi-Park Narodowy Kurikoma
Quasi-Park Narodowy Kurikoma (jap. 栗駒国定公園 Kurikoma Kokutei Kōen) – quasi-park narodowy w Japonii.
Park obejmuje tereny usytuowane w czterech prefekturach: Iwate, Akita, Miyagi i Yamagata, o łącznym obszarze 771,22 km². W jego centrum znajduje się góra Kurikoma (1 628 m).
Park jest klasyfikowany jako chroniący krajobraz (kategoria V) według IUCN.
Obszar ten został wyznaczony jako quasi-park narodowy 22 lipca 1968. Podobnie jak wszystkie quasi-parki narodowe w Japonii, jest zarządzany przez samorząd lokalny prefektury.